# Ignaz von Seyfried
Ignaz Ritter von Seyfried (Vienna, 15 agosto 1776 – Vienna, 27 agosto 1841) è stato un compositore, direttore d'orchestra e insegnante di musica austriaco.

Karl Ignaz Seyfried

Fu uno dei direttori d'orchestra più noti del suo tempo a Vienna, allievo tra gli altri di W. A. Mozart e di Johann Georg Albrechtsberger, e in rapporti di amicizia con Ludwig van Beethoven.
Diresse la prima della sua opera Fidelio.